# Universität Stuttgart

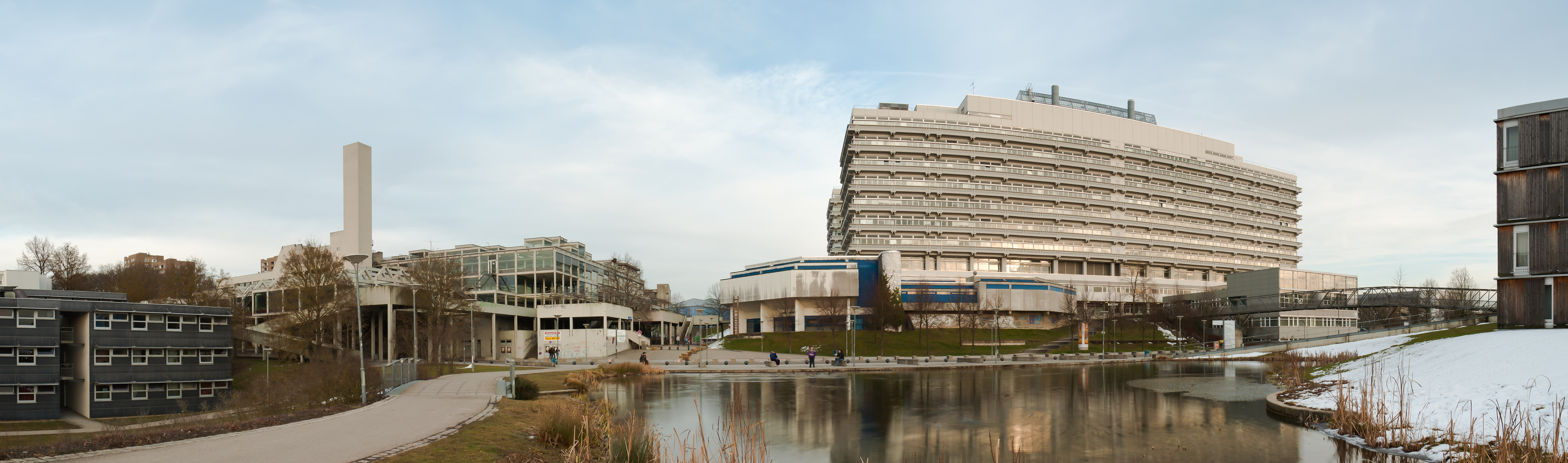
Campus Vaihingen mit Mensa (links) und dem Gebäude des Naturwissenschaftlichen Zentrums II (rechts)

Die Universität Stuttgart ist eine staatliche Universität in Stuttgart und pflegt ein interdisziplinär orientiertes Profil mit Schwerpunkt in den Ingenieur-, Natur-, Geistes- und Sozialwissenschaften. Dieser „Stuttgarter Weg“ prägt als Leitgedanke der vernetzten Disziplinen das besondere Profil der Universität Stuttgart und ist zu einem ihrer Markenzeichen geworden. Sie gliedert sich in zehn Fakultäten und 150 Institute.
Die früher in der Stadtmitte angesiedelten technisch-naturwissenschaftlichen Institute wurden seit den 1960er-Jahren weitgehend auf den Campus in Stuttgart-Vaihingen umgesiedelt, während die Geistes-, Sozial- und Wirtschaftswissenschaften sowie die Studienrichtung Architektur in der Zentrumslage in der Nähe des Hauptbahnhofs verblieben. Die Universität betreibt mehrere eigene Forschungsinstitute, davon einige zusammen mit Fraunhofer-Instituten und dem Deutschen Zentrum für Luft- und Raumfahrt (DLR).

## Geschichte

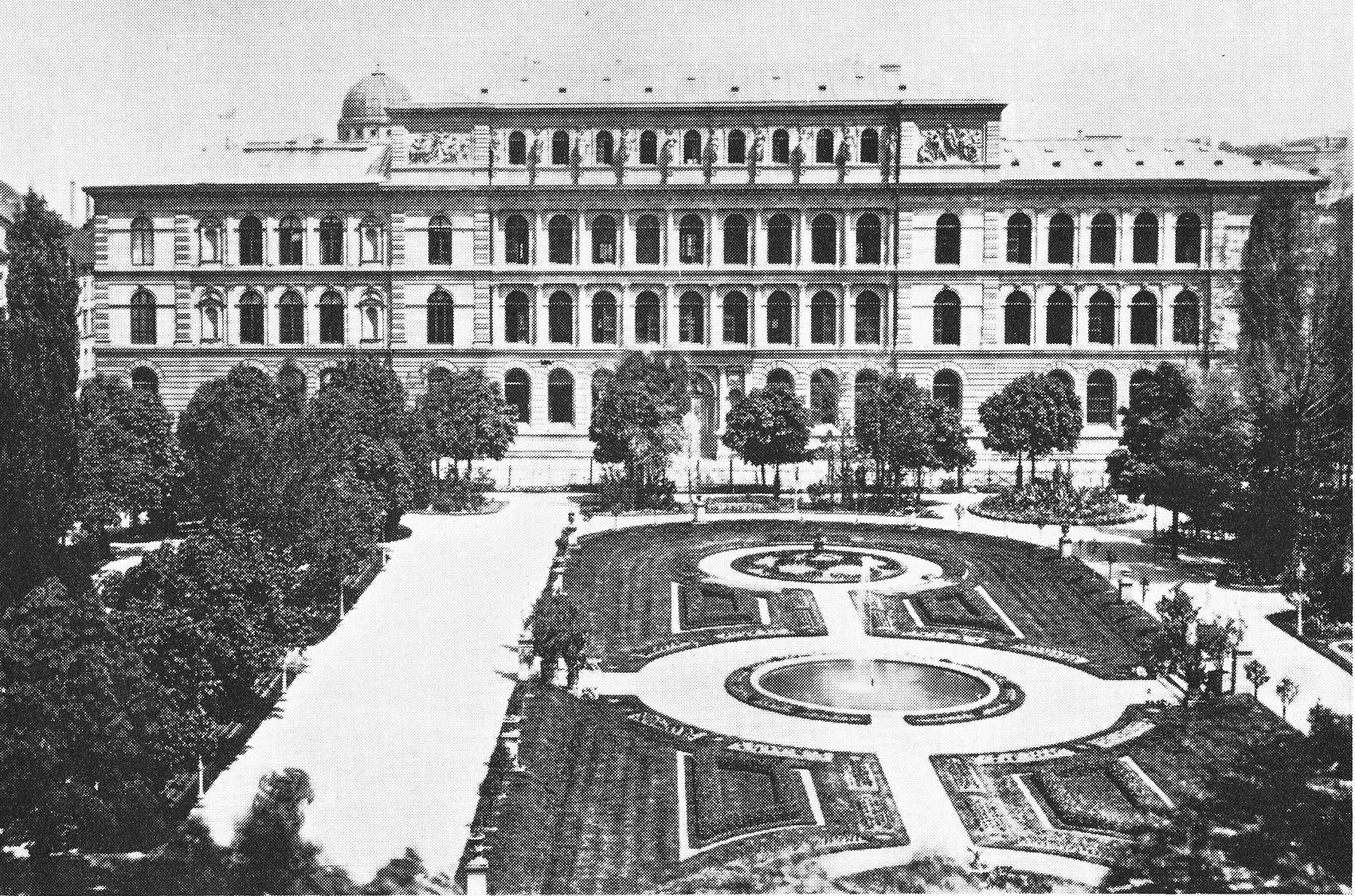
Von Alexander Tritschler 1879 errichteter Erweiterungsbau der damaligen TH Stuttgart, 1944 zerstört und von 1949 bis 1951 unter Richard Döcker wieder aufgebaut. Das Gebäude beherbergt heute das Rektoramt der Universität.

Die Gründung einer Universität im nahegelegenen Tübingen im Jahre 1477 durch Eberhard im Bart als damaligen Grafen von Württemberg-Urach und späteren Herzog von Württemberg führte zunächst dazu, dass keine weitere Universität in Stuttgart eingerichtet wurde. Auch wurde die Eberhard Karls Universität Tübingen, anders als beispielsweise die Ludwig-Maximilians-Universität München (ursprünglich Ingolstadt, dann Landshut), trotz Wechsels der Residenz im Jahre 1495 nicht nachträglich nach Stuttgart verlegt.
Es gab dann bereits am Ende des 18. Jahrhunderts in Stuttgart für wenige Jahre eine Universität, als die 1770 gegründete Hohe Karlsschule 1781 zur Universität erhoben wurde. Unter Herzog Ludwig Eugen wurde sie 1794 aber wieder aufgelöst. Die Karlsschule bildete vor allem Juristen für landeshoheitliche Aufgaben sowie Mediziner für die württembergische Armee aus. Einer der berühmtesten Studenten war Friedrich Schiller, der von 1773 bis 1780 an der Karlsschule zum Militärarzt ausgebildet wurde.
Die heutige Universität geht auf die Gründung der Vereinigten Kunst-, Real- und Gewerbeschule im Jahre 1829 unter Wilhelm I. von Württemberg zurück. Dabei wurde die 1796 gegründete Realschule per Dekret vom 27. März 1829 um eine Kunst- und Gewerbeschule erweitert, die am 26. Oktober 1829 mit 34 Schülern (darunter Christian Friedrich von Leins) den Betrieb aufnahm. 1832 wurde eine Trennung zwischen Gewerbeschule, Kunstschule (heutige Staatliche Akademie der Bildenden Künste) und Realschule (heutiges Friedrich-Eugens-Gymnasium) vorgenommen. Im Januar 1840 erhielt die Gewerbeschule den Rang einer Polytechnischen Schule. 1864 fand der räumliche Umzug von der Königstraße 12 in das von Joseph von Egle erbaute neue Hauptgebäude am Stadtgarten (heutiges Rektorat in der Keplerstraße 7) statt. Entsprechend der zunehmenden Bedeutung der Ingenieurwissenschaften und der damit verbundenen Akademisierung der Studien wurde die Polytechnische Schule im Oktober 1876 zum Polytechnikum und 1890 zur Technischen Hochschule (TH). Den seit 1882 offiziell bestehenden Lehrgegenstand Elektrotechnik verdankt sie Werner von Siemens (1816–1892). Sie erhielt 1900 von Wilhelm II. von Württemberg auch das Promotionsrecht für technische und naturwissenschaftliche Disziplinen. Ab Dezember 1905 waren Frauen zum Studium an der TH Stuttgart zugelassen.

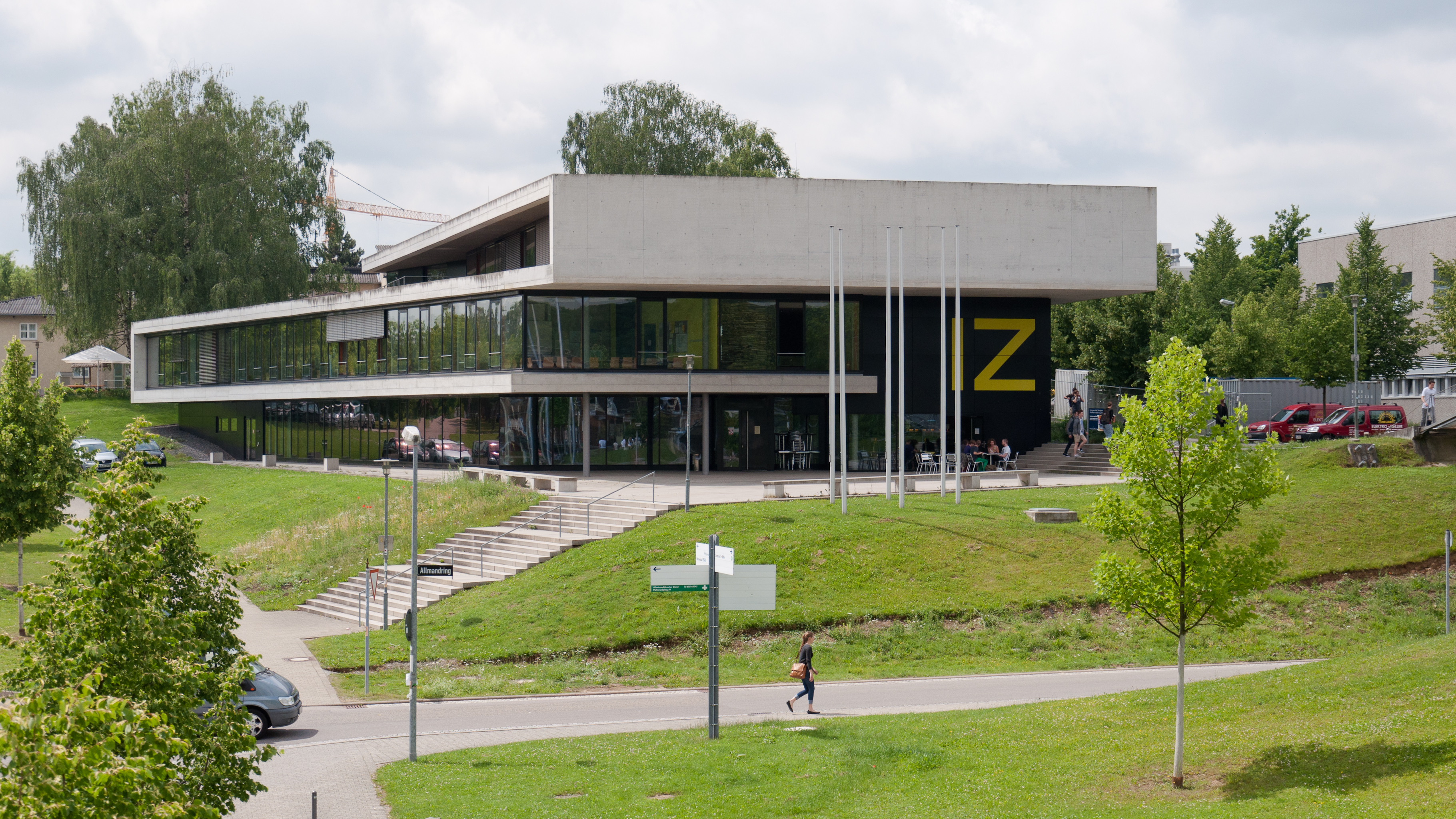
Dezernat II: Internationales Zentrum (IZ)

Die Entwicklung der nichttechnischen Fachrichtungen an der TH Stuttgart führte im Dezember 1967 zur Umbenennung in Universität Stuttgart. 1958 waren erstmals mehr als 5.000 Studenten an der Universität Stuttgart eingeschrieben, 1973 erstmals mehr als 10.000 Studenten, 1988 erstmals mehr als 20.000 Studenten und 2013 erstmals mehr als 25.000 Studenten.
Der größte Teil der Universität befindet sich heute in Stuttgart-Vaihingen (Campus Vaihingen), wo ab 1959 die ersten Gebäude bezogen wurden und bis heute mehr als 100 Hektar des Pfaffenwaldes für die Gebäude der Natur- und Ingenieurwissenschaften gerodet wurden. 1985 wurde das Logo der Universität Stuttgart entwickelt und am Campus Vaihingen der Bahnhof Stuttgart Universität eröffnet. Am angestammten Platz im Zentrum (Campus Stadtmitte) sind rund um den Stadtgarten und am Azenberg die Geistes- und Sozialwissenschaften sowie die Architektur angesiedelt. 2017 wurde am Campus Vaihingen das Haus der Studenten eröffnet, in dem sich die Zentrale Studienberatung, das Studiensekretariat, das Prüfungsamt, die Studentenvertretung „stuvus“ und der Uni-Shop befinden.

## Rektoren

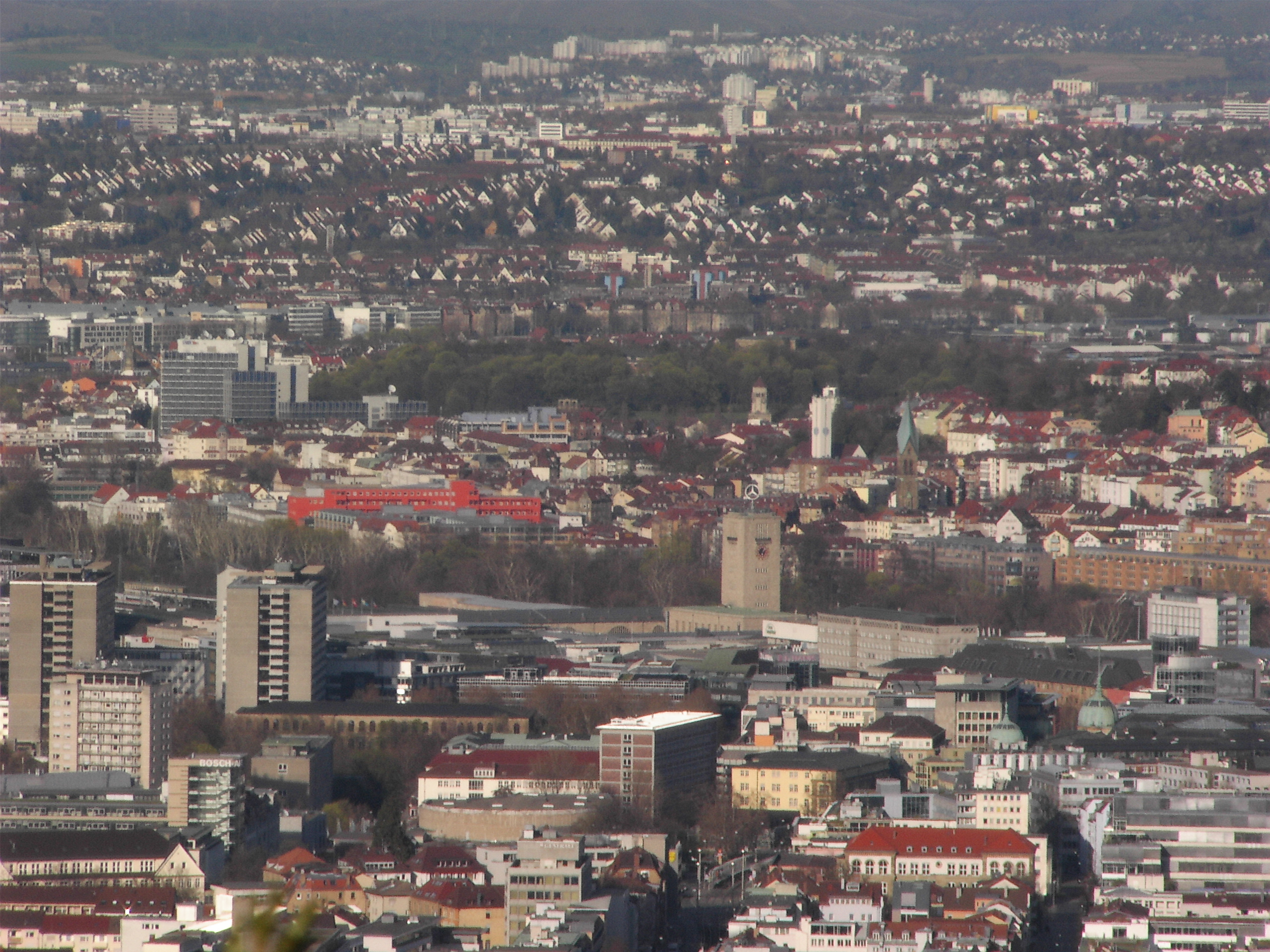
Blick auf das Stadtzentrum Stuttgarts mit dem Hauptbahnhof und den Kollegiengebäuden KII (links) und KI (rechts) der Universität

- 1967–1969: Fritz Leonhardt (1909–1999), Institut für Massivbau
- 1969–1971: Heinz Blenke (1920–1996), Institut für Chemische Verfahrenstechnik
- 1971–1980: Karl Heinz Hunken (1919–2011), Institut für Siedlungswasserbau und Wassergütewirtschaft
- 1980–1986: Hartmut Zwicker (1924–1986), Institut für Plasmaforschung
- 1987–1990: Franz Effenberger (1930–2024), Institut für Organische Chemie
- 1990–1992: Jürgen Giesecke (1932–2024), Institut für Wasser- und Umweltsystemmodellierung
- 1992–1996: Heide Ziegler (* 1943), Institut für Literaturwissenschaft
- 1996–2000: Günter Pritschow (1939–2021), Institut für Steuerungstechnik der Werkzeugmaschinen und Fertigungseinrichtungen
- 2000–2006: Dieter Fritsch (* 1950), Institut für Photogrammetrie
- 2006–2024: Wolfram Ressel (* 1960), Institut für Straßen- und Verkehrswesen
- ab Oktober 2024: Peter Middendorf (* 1971), Institut für Flugzeugbau[15]

## Fakultäten

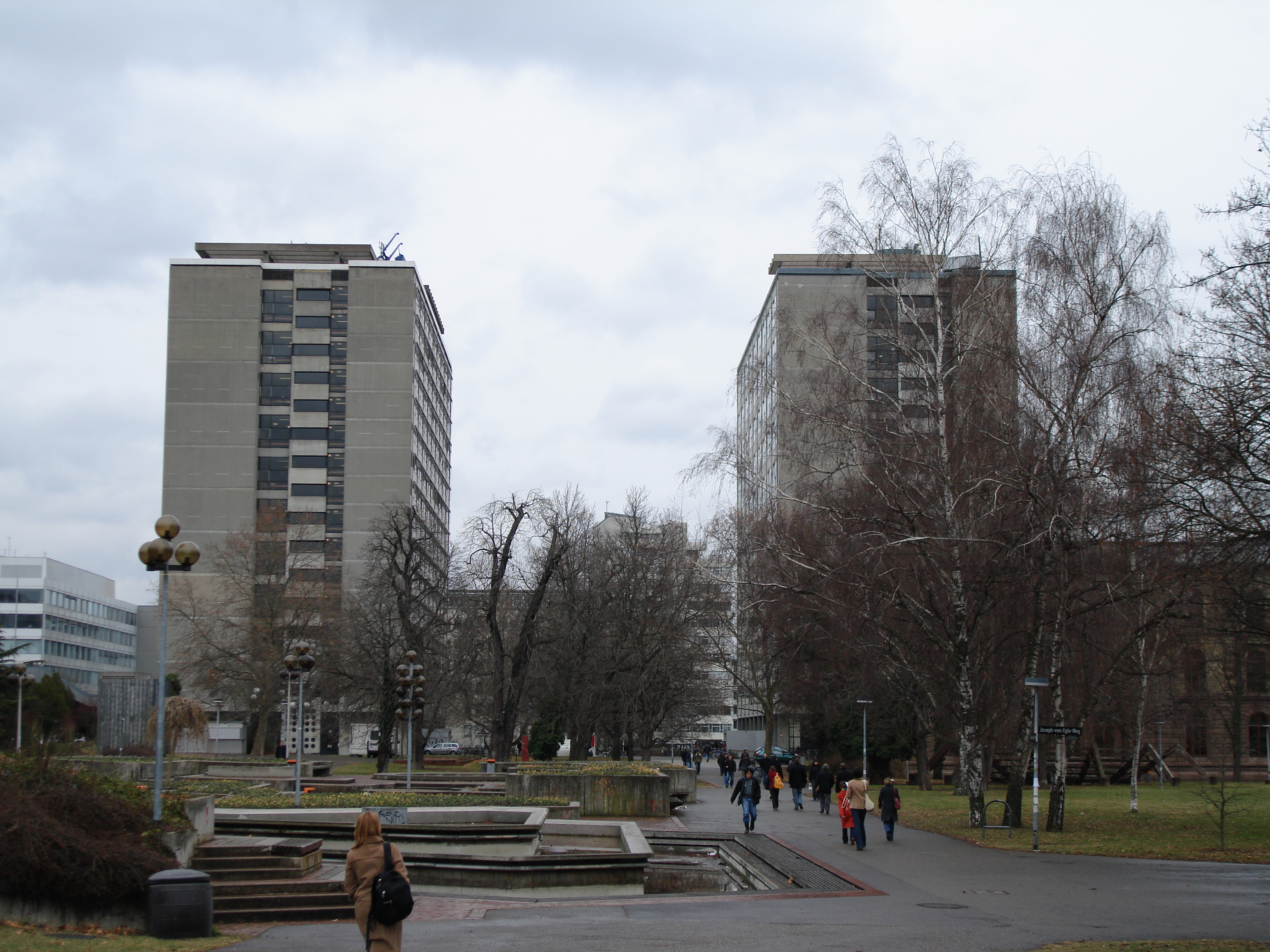
Die Kollegiengebäude 1 („KI“, Keplerstraße 11, rechts) und 2 („KII“, Keplerstraße 17, links) am Campus Stadtmitte

Zwei Drittel aller Institute und Forschungseinrichtungen sind heute auf dem Campus Vaihingen untergebracht. Der dortige Bereich ist als Universitäts-Campus errichtet worden. Zu den teilweise verstreuten Einrichtungen im Bereich der Stadtmitte heißt es bei der Beschreibung der Kollegiengebäude KI und KII: Sie markieren das „Eingangstor“ zum 1956–1965 neu entstandenen Universitätsviertel am Stadtgarten. Seit Oktober 2002 gliedert sich die Universität Stuttgart in folgende 10 Fakultäten:
- Fakultät 1: Architektur und Stadtplanung (Campus Stadtmitte)
- Fakultät 2: Bau- und Umweltingenieurwissenschaften (Campus Vaihingen)
- Fakultät 3: Chemie (Campus Vaihingen)
- Fakultät 4: Energie-, Verfahrens- und Biotechnik (größtenteils Campus Vaihingen)
- Fakultät 5: Informatik, Elektrotechnik und Informationstechnik (Campus Vaihingen)
- Fakultät 6: Luft- und Raumfahrttechnik und Geodäsie (größtenteils Campus Vaihingen)
- Fakultät 7: Konstruktions-, Produktions- und Fahrzeugtechnik (größtenteils Campus Vaihingen)
- Fakultät 8: Mathematik und Physik (Campus Vaihingen)
- Fakultät 9: Philosophisch-Historische Fakultät (Campus Stadtmitte)
- Fakultät 10: Wirtschafts- und Sozialwissenschaften (größtenteils Campus Stadtmitte)

## Studiengänge

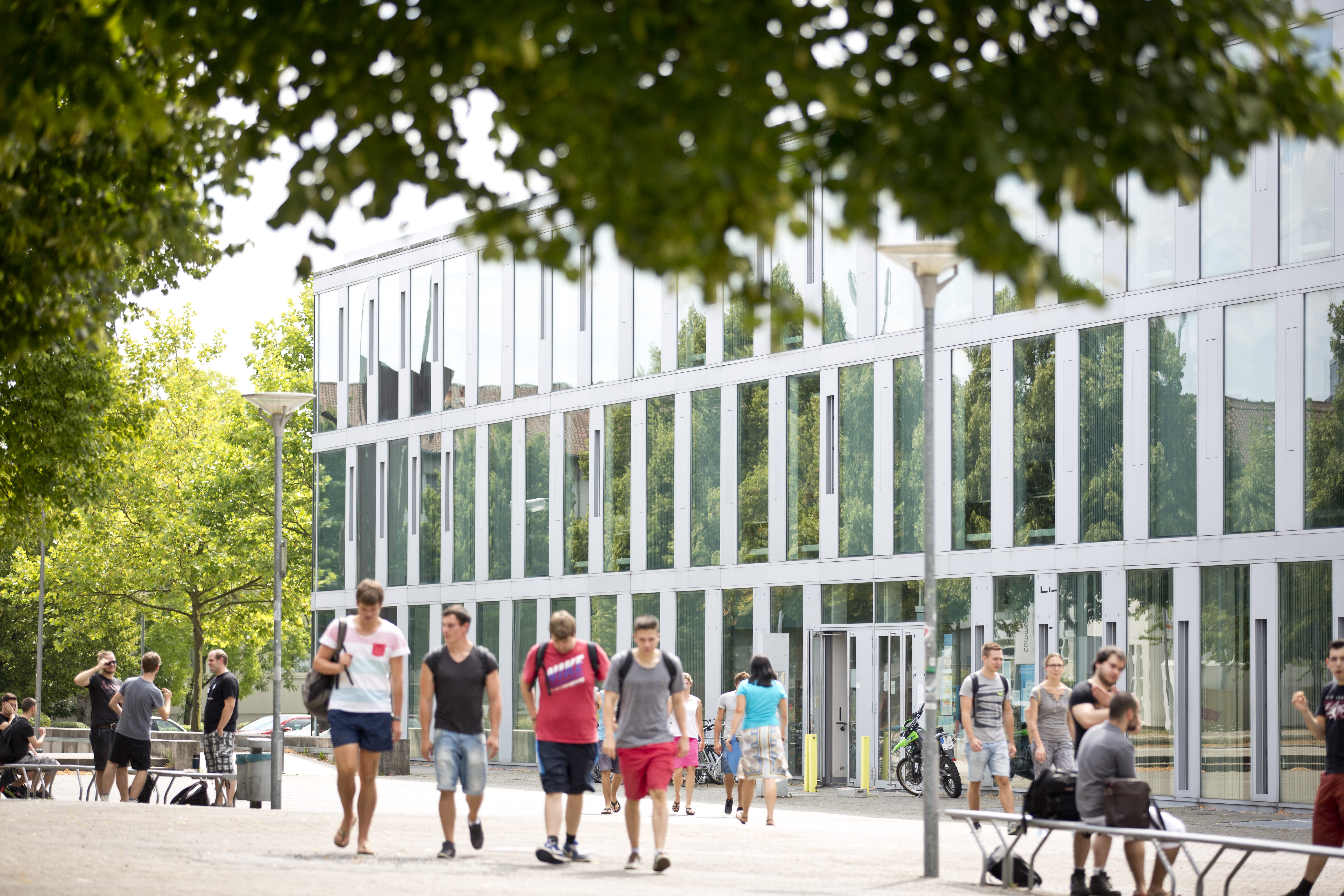
Universitätsstraße 38 (Vaihingen)

Angeboten wird eine breite Palette von Bachelor- und Masterstudiengängen aus den Ingenieurwissenschaften, den Naturwissenschaften (einschließlich Mathematik), den Sprach- und Kulturwissenschaften sowie den Wirtschafts- und Sozialwissenschaften (siehe Liste der Studiengänge an der Universität Stuttgart). Insgesamt sind dies – Stand Juni 2019 – 71 Bachelor- und 98 Masterstudiengänge. Davon sind drei der Studiengänge, darunter ein Bachelorstudiengang, kombiniert deutsch- und französischsprachig, 16 der Masterstudiengänge sind ganz bzw. teilweise englischsprachig. Zu den größten zulassungsbeschränkten Studiengängen bezogen auf die Studienplätze pro Jahr gehören die Bachelorstudiengänge Luft- und Raumfahrttechnik (350), Architektur und Stadtplanung (208), Elektrotechnik und Informationstechnik (200), Technisch orientierte Betriebswirtschaftslehre (150), Lehramt Geschichte (150), Informatik (150) und Mathematik (125). Zu den größten zulassungsfreien Studiengängen zählen die Bachelorstudiengänge Maschinenbau, Fahrzeug- und Motorentechnik, Technologiemanagement, Bauingenieurwesen und Physik.
Seit 2007 bietet die Universität Stuttgart zudem Weiterbildungsstudiengänge an. Diese richten sich an Absolventen mit mindestens zweijähriger Berufserfahrung. Fünf der derzeit sechs Weiterbildungsstudiengänge, unter dem Oberbegriff Master:Online zusammengefasst, können durch das Blended Learning-Konzept berufsbegleitend studiert werden.

## Forschungseinrichtungen
Aktuell fördert der Europäische Forschungsrat (ERC) an der Universität Stuttgart zwölf ERC-Preisträger für ihre herausragenden Forschungsprojekte über eine Laufzeit von fünf Jahren mit Zuwendungen (Grants) von insgesamt 26,5 Mio. Euro. Die Zeitschrift „forschung leben“ berichtet regelmäßig in Magazinformat von Ergebnissen aus der universitären Forschung.

### Von der DFG geförderte Projekte und Einrichtungen

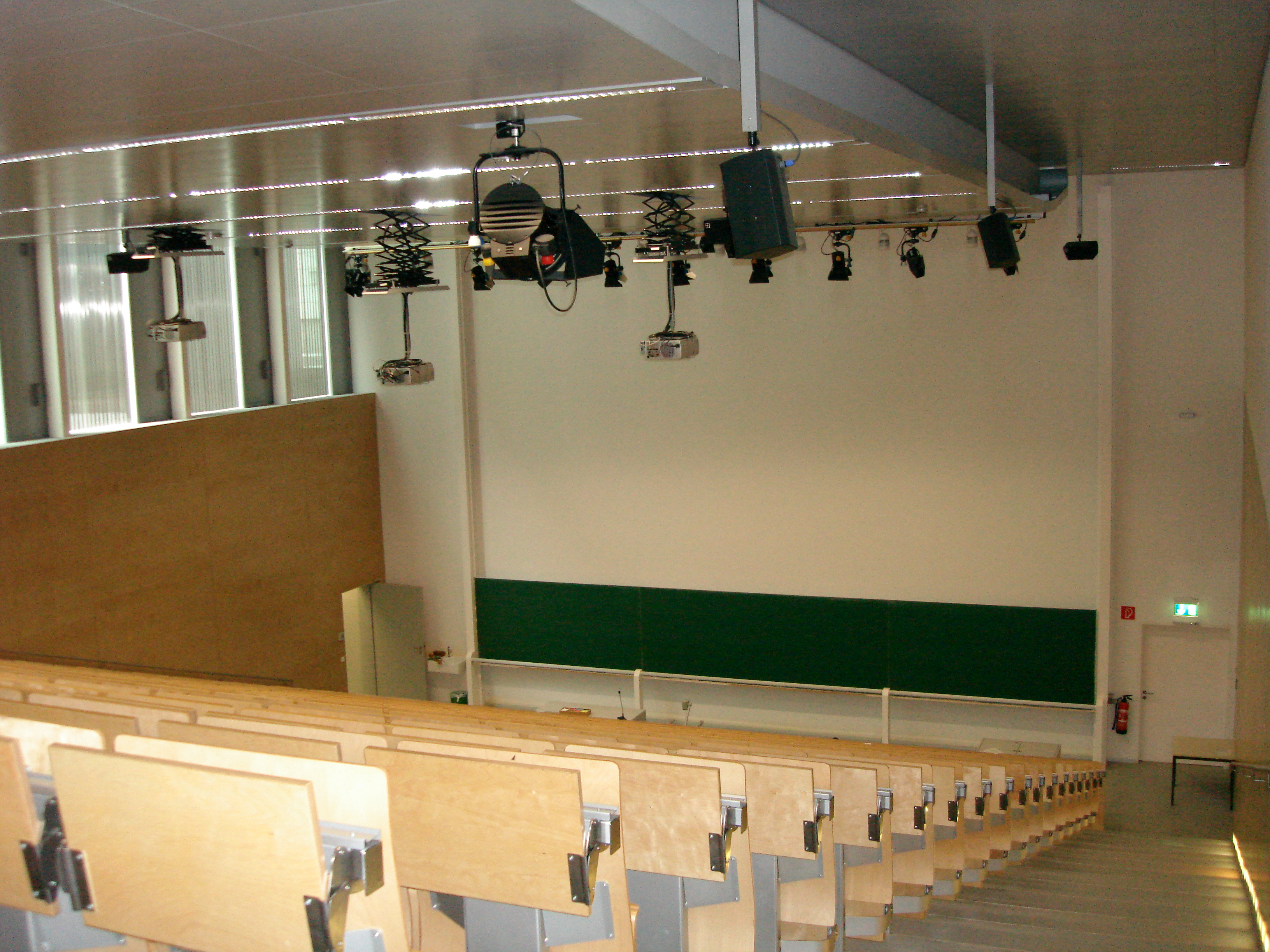
Hörsaal V38.01

Eine ausführlichere Auflistung der von der DFG derzeit geförderten Projekte und Einrichtungen an der Universität Stuttgart findet sich in der Liste der DFG-Förderungen der Universität Stuttgart. Gefördert werden derzeit (Stand: September 2020)
- zwei Exzellenzcluster (EXC)
- drei Graduiertenkollegs (GRK)
- fünf Sonderforschungsbereiche (SFB)
- vier DFG-Schwerpunkt-Programme (SPP)
- vier Transregio-Programme (TRR), davon zwei in Sprecherschaft

### Deutsches Zentrum für Luft- und Raumfahrt (DLR)

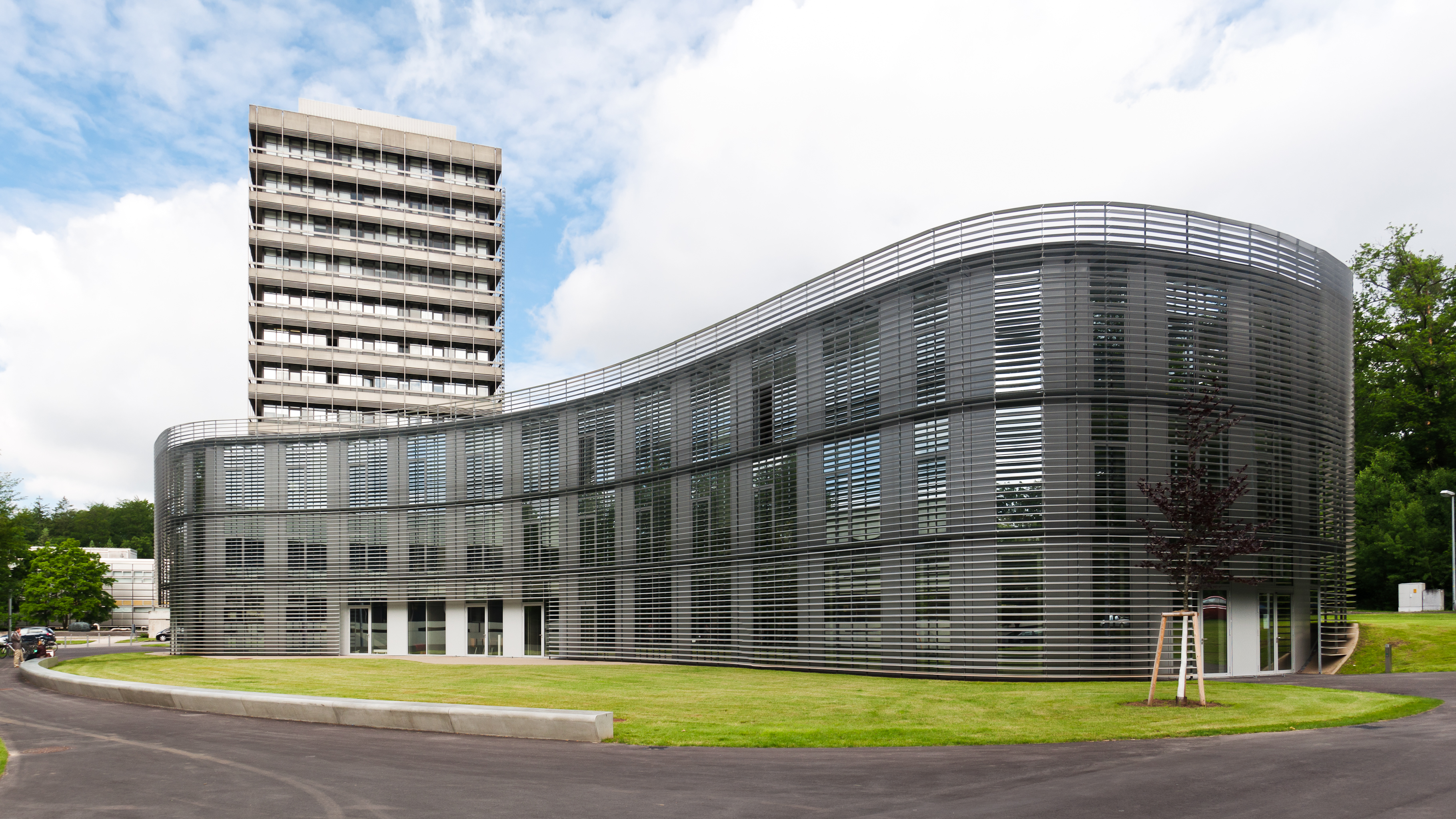
Raumfahrtzentrum Baden-Württemberg am Campus Vaihingen

Der Campus Vaihingen ist auch Standort des Deutschen Zentrums für Luft- und Raumfahrt (DLR). In sechs Instituten (Bauweisen und Strukturtechnologie, Fahrzeugkonzepte, Solarforschung, Technische Physik, Technische Thermodynamik, Verbrennungstechnik) sowie dem Systemhaus Technik und dem DLR School Lab sind rund 700 Mitarbeiter beschäftigt. Zu den Forschungsschwerpunkten gehören Hochleistungsstrukturen aus Verbundwerkstoffen, Konzepte für Landfahrzeuge, Lasersysteme, Energiespeicherkonzepte, Gasturbinen und technische Verbrennungsprozesse sowie die Entwicklung von Receivern für solarthermische Kraftwerke.

### Fraunhofer-Institute

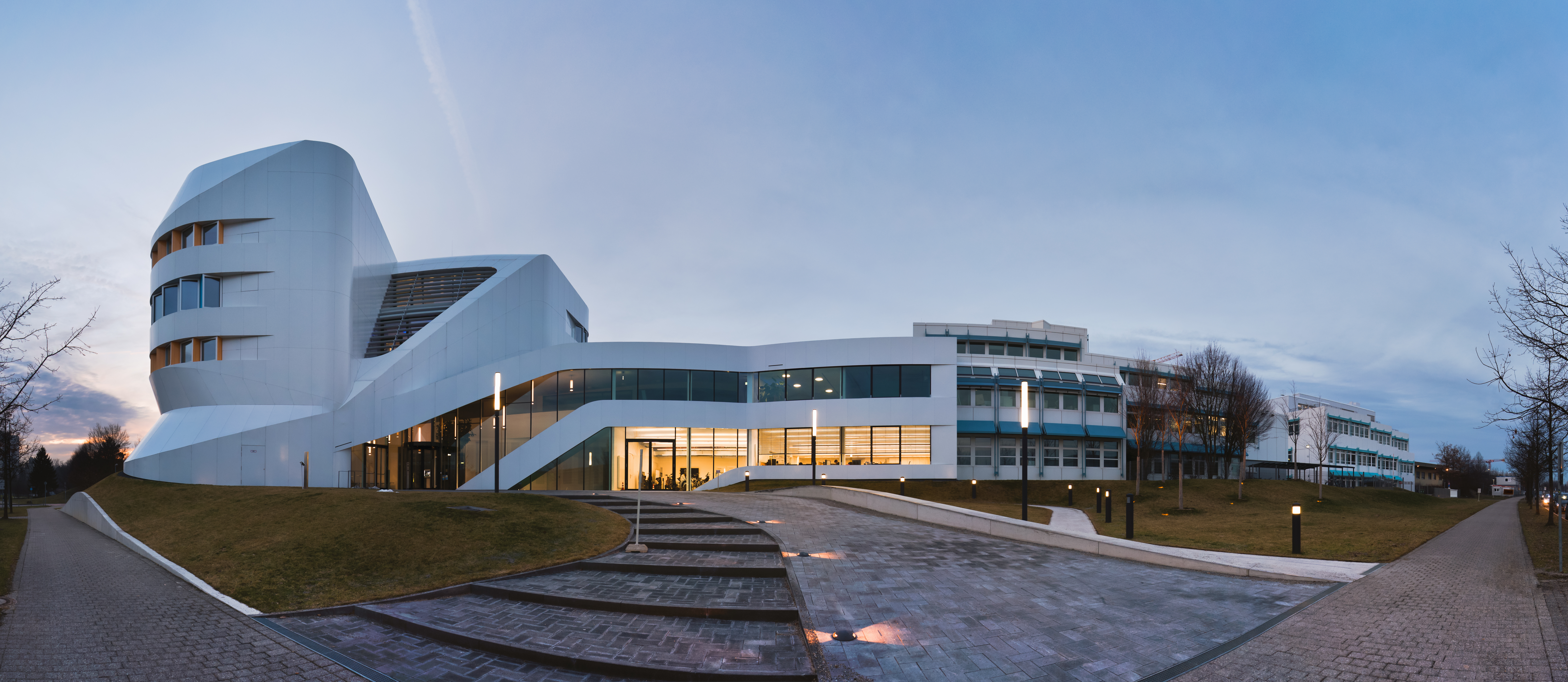
Zentrum für virtuelles Engineering, Fraunhofer IAO, am Campus Vaihingen

- Fraunhofer-Institut für Arbeitswirtschaft und Organisation (IAO) in Personalunion mit dem Institut für Arbeitswissenschaft und Technologiemanagement (IAT) der Universität Stuttgart
- Fraunhofer-Institut für Bauphysik (IBP) in Personalunion mit dem Institut für Akustik und Bauphysik (IABP) der Universität Stuttgart
- Fraunhofer-Institut für Produktionstechnik und Automatisierung (IPA) in Personalunion mit dem Institut für Industrielle Fertigung und Fabrikbetrieb (IFF) der Universität Stuttgart
- Fraunhofer-Institut für Grenzflächen- und Bioverfahrenstechnik (IGB) in Kooperation mit dem Institut für Grenzflächenverfahrenstechnik und Plasmatechnologie (IGVP) der Universität Stuttgart
- Fraunhofer-Informationszentrum Raum und Bau (IRB)

### ARENA2036

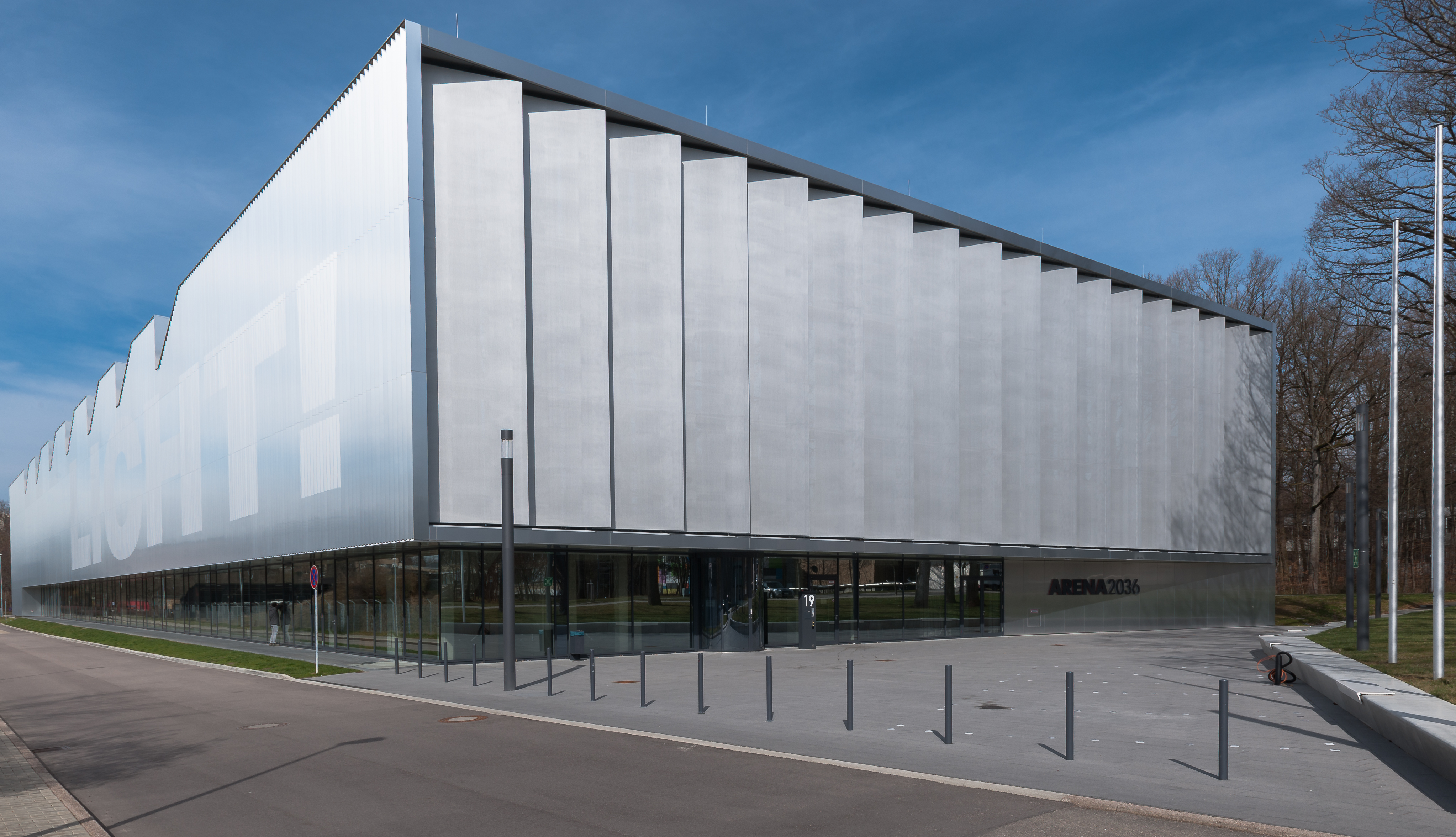
Arena2036

Das Gebäude von ARENA2036 (Active Research Environment for the Next Generation of Automobiles), einer Forschungsplattform für automobile Mobilität in Deutschland, steht auch auf dem Campus Vaihingen der Universität. Zusätzlich beheimatet das Gebäude das Institut für Entrepreneurship und Innovationsforschung der Universität sowie die Innovationsplattform Startup Autobahn, die branchenführenden Firmen und junge Technologieunternehmen verknüpft. Die Universität ist hier eines der Gründungsmitglieder.

### Cyber Valley
Seit Dezember 2016 ist die Universität Stuttgart Teil des Forschungsnetzwerks Cyber Valley. Weitere Partner sind die Universität Tübingen, das Max-Planck-Institut für Intelligente Systeme, die Fraunhofer-Gesellschaft, das Land Baden-Württemberg und sieben Industriepartner: Amazon, BMW Group, Daimler AG, IAV GmbH, Porsche AG, Robert Bosch GmbH und ZF Friedrichshafen AG. Das Cyber Valley wird außerdem von der Christian-Bürkert-Stiftung, der Gips-Schüle-Stiftung, der Vector Stiftung und der Carl-Zeiss-Stiftung unterstützt.

### Innovationscampus Mobilität der Zukunft
Im vom Land geförderten InnovationsCampus Mobilität der Zukunft (ICM) arbeiten Wissenschaftler der Universität Stuttgart und des KIT zusammen. Durch Grundlagenforschung in verschiedenen Gebieten der Ingenieur- und Naturwissenschaften sollen bahnbrechende neue Technologien in den Bereichen Mobilität und Produktion hervorgebracht werden.

### Zukunftscluster QSens
Zusammen mit der Universität Ulm beherbergt die Universität Stuttgart den Zukunftscluster QSens, der im Rahmen der Clusters4Future-Initiative des BMBF gefördert wird. QSens widmet sich der Entwicklung von Quantensensoren, einer neuartigen Technologie im Bereich Messtechnik und Sensorik, die über eine Empfindlichkeit am Rande des theoretisch Möglichen verfügt.

### Höchstleistungsrechenzentrum

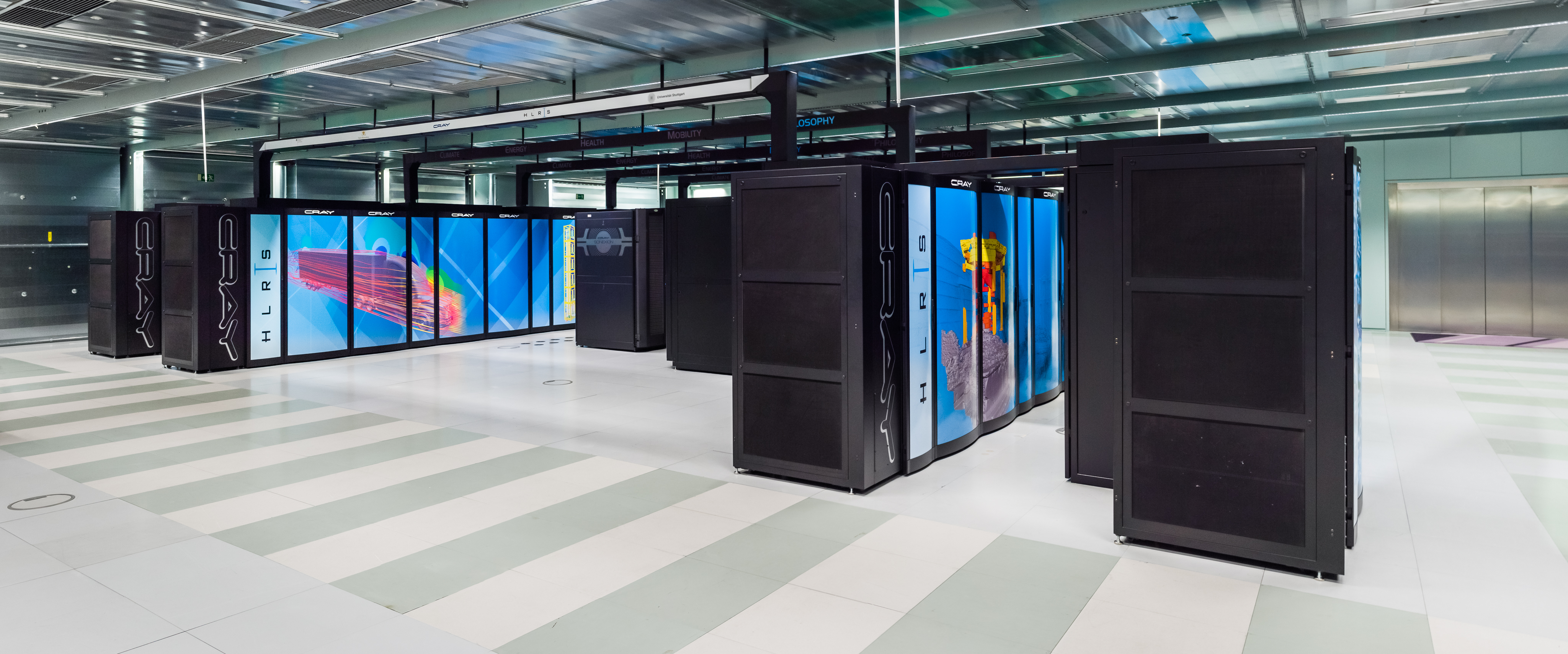
Cray XC40 „Hazel Hen“ des HLRS

Zur Universität gehört das Höchstleistungsrechenzentrum Stuttgart (HLRS), eines von drei Bundeshöchstleistungsrechenzentren. Es beherbergt u. a. ein NEC Nehalem Cluster sowie weitere Rechnercluster, darunter ein Cray XC40 mit 7,42 PFLOPS Rechenleistung, genannt „Hazel Hen“. Dieser befindet sich seit Ende 2015 in der dritten und finalen Ausbaustufe und ist (Stand November 2017) auf Platz 19 der TOP500. Seit Februar 2020 ist 'Hazel Hen' ersetzt durch das neue HPE Apollo 9000 System, genannt 'Hawk'; es verfügt über eine maximale Rechenleistung (System peak performance) von 26 PFLOPS und ist damit auf Platz 5 der TOP500.
Das HLRS kooperiert im Höchstleistungsrechner-Kompetenzzentrum Baden-Württemberg mit dem Karlsruher Institut für Technologie. Ferner arbeitet es mit zahlreichen außeruniversitären Forschungseinrichtungen für auswärtige Kunden in der Betriebsgesellschaft hww mit den Firmen T-Systems Solutions for Research GmbH und Porsche zusammen.
Daneben betreibt das HLRS eigene Forschung in den Bereichen Höchstleistungsrechnen, Visualisierung und Modellierung und Simulation, die auch in der Lehre vertreten werden. 1997 hat das HLRS gemeinsam mit dem Pittsburgh Supercomputing Center zum ersten Mal zwei Rechner zwischen Europa und USA zu einem Rechnerverbund gekoppelt. 1999 wurde es von der amerikanischen National Science Foundation (NSF) für diese und andere Arbeiten auf dem Gebiet des verteilten Höchstleistungsrechnens ausgezeichnet. 2003 gewann das HLRS die HPC Challenge der Supercomputing ’03.

### Institut für Kernenergetik und Energiesysteme (IKE)
Das IKE ging aus dem Institut für Kernenergetik hervor. Ehemalige Leiter waren die Professoren K. H. Höcker (ab 1959), Voß, Schatz (1986), Bach und Lohnert (1997). 1999 waren rund 120 Mitarbeiter beschäftigt. Die aktuelle Leitung (2023) hat Prof. Starflinger.
Das Institut beschäftigt sich mit den folgenden Themen:
- Energiewandlung und Wärmetechnik (EW)
- Reaktorsicherheit, Reaktorsysteme und Umwelt (RSU)
- Thermofluiddynamik

Das IKE betreibt einen Forschungsreaktor vom Typ SUR-100.

## Weitere Einrichtungen

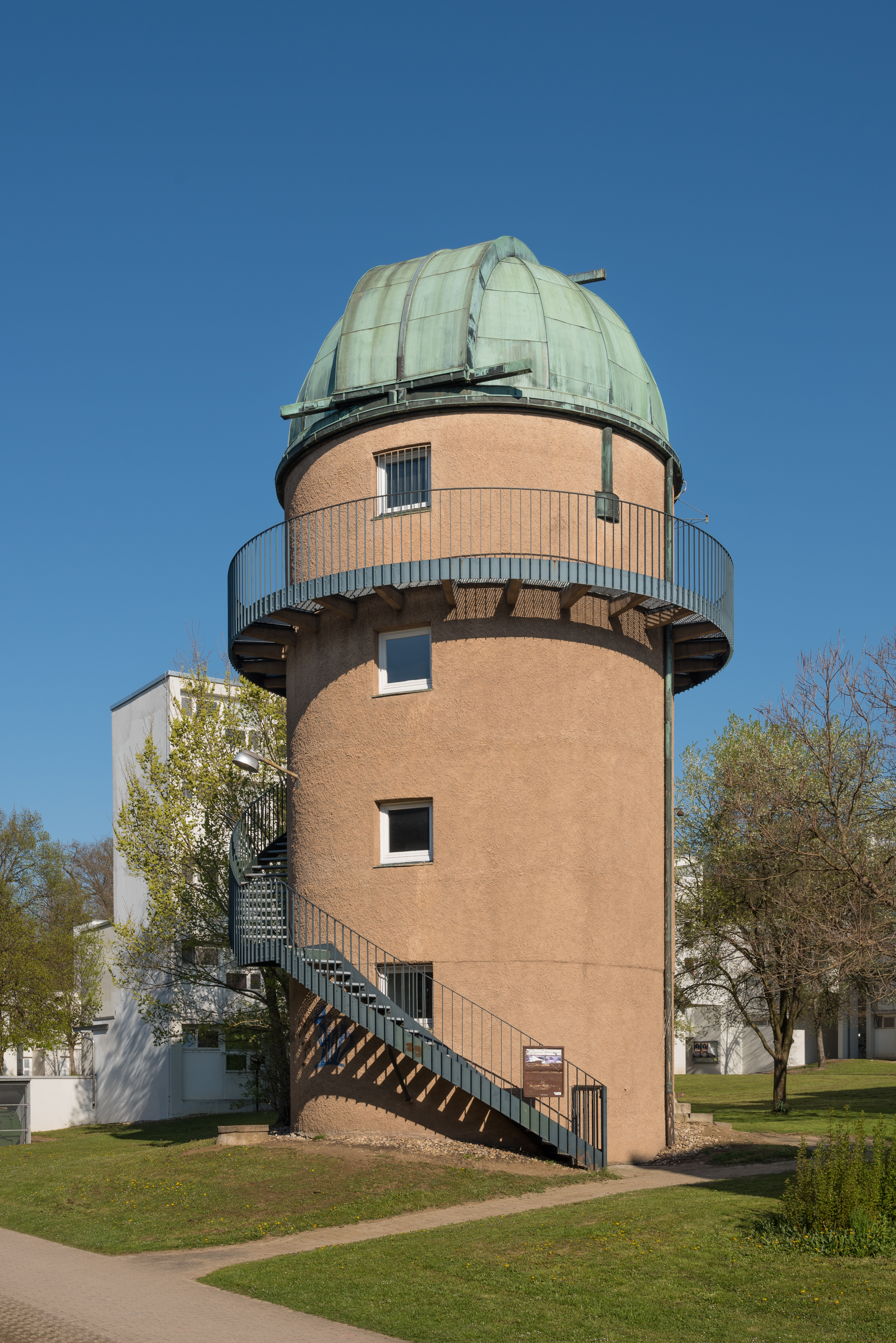
Universitätssternwarte Pfaffenwald Stuttgart-Vaihingen

Seit 1971 betreibt die Universität Stuttgart zusammen mit dem Karlsruher Instituts für Technologie im ehemaligen Bergwerk Grube Anton in Schiltach im Schwarzwald das geowissenschaftliche Observatorium Black Forest Observatory.
Seit 1972 ist die Universität durch eine Schenkung im Besitz der Sternwarte Pfaffenwald, die das älteste Gebäude am Campus Vaihingen ist. Beginnend mit dem Mirka2-rx-Experiment hat sich 2016 an der Universität die studentische Kleinsatellitengruppe (KSat e. V.) angesiedelt.
Die Universität besitzt zudem ein internationales Begegnungszentrum (IBZ), welches in unmittelbarer Nachbarschaft vom Campus Vaihingen liegt, und auch „Eulenhof“ genannt wird. Dessen Ursprung liegt dem berühmten Forscherehepaar Eugen Sänger und Irene Sänger-Bredt sowie dem bekannten Stuttgarter Architekten Paul Schmitthenner. Heute wird es durch einen Verein getragen und kann für Veranstaltungen von wissenschaftlichen Einrichtungen der Universität sowie von anderen gemeinnützigen Gesellschaften und Organisationen gebucht werden.

### Universitätsbibliothek

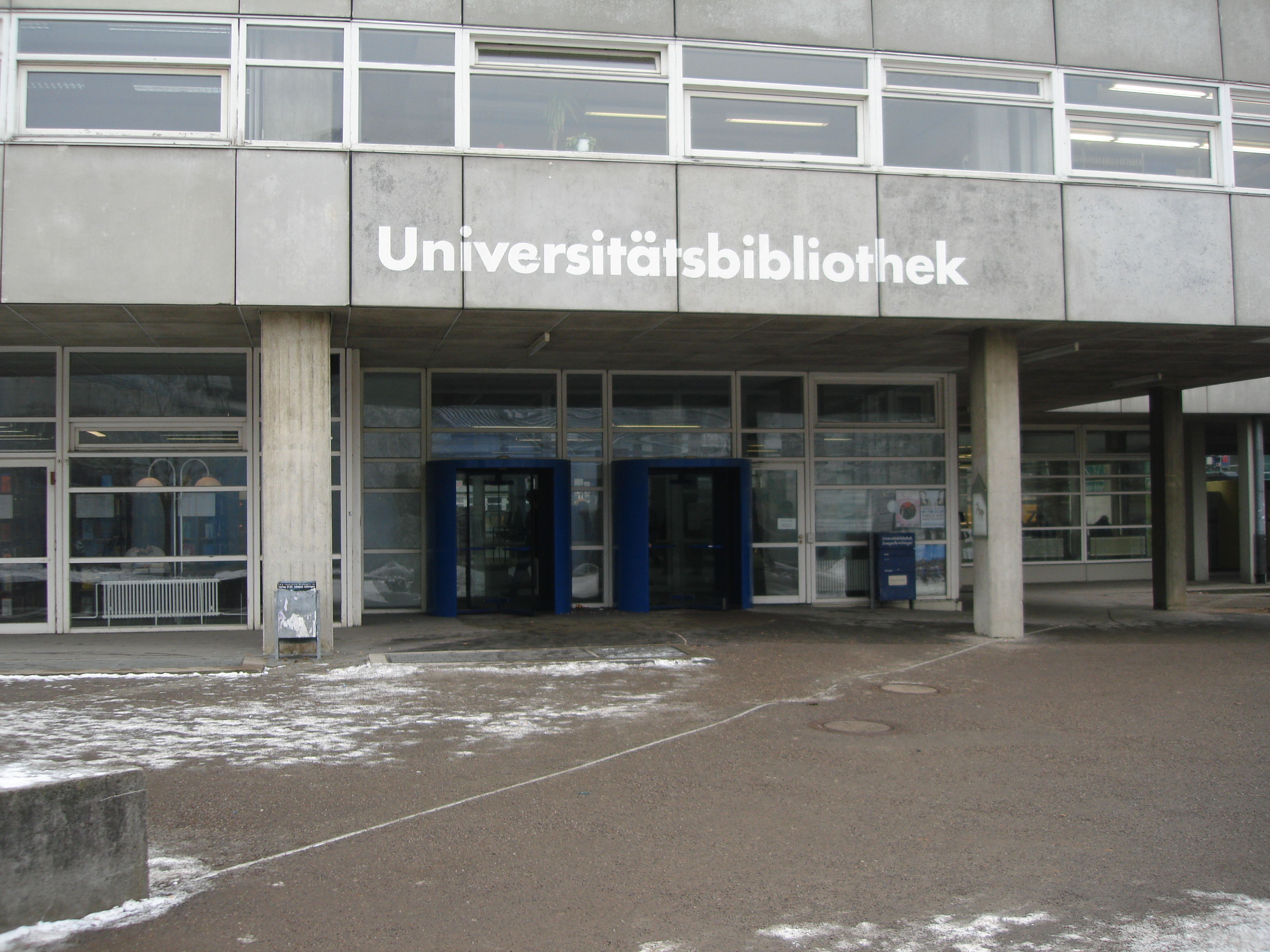
UB Campus Vaihingen

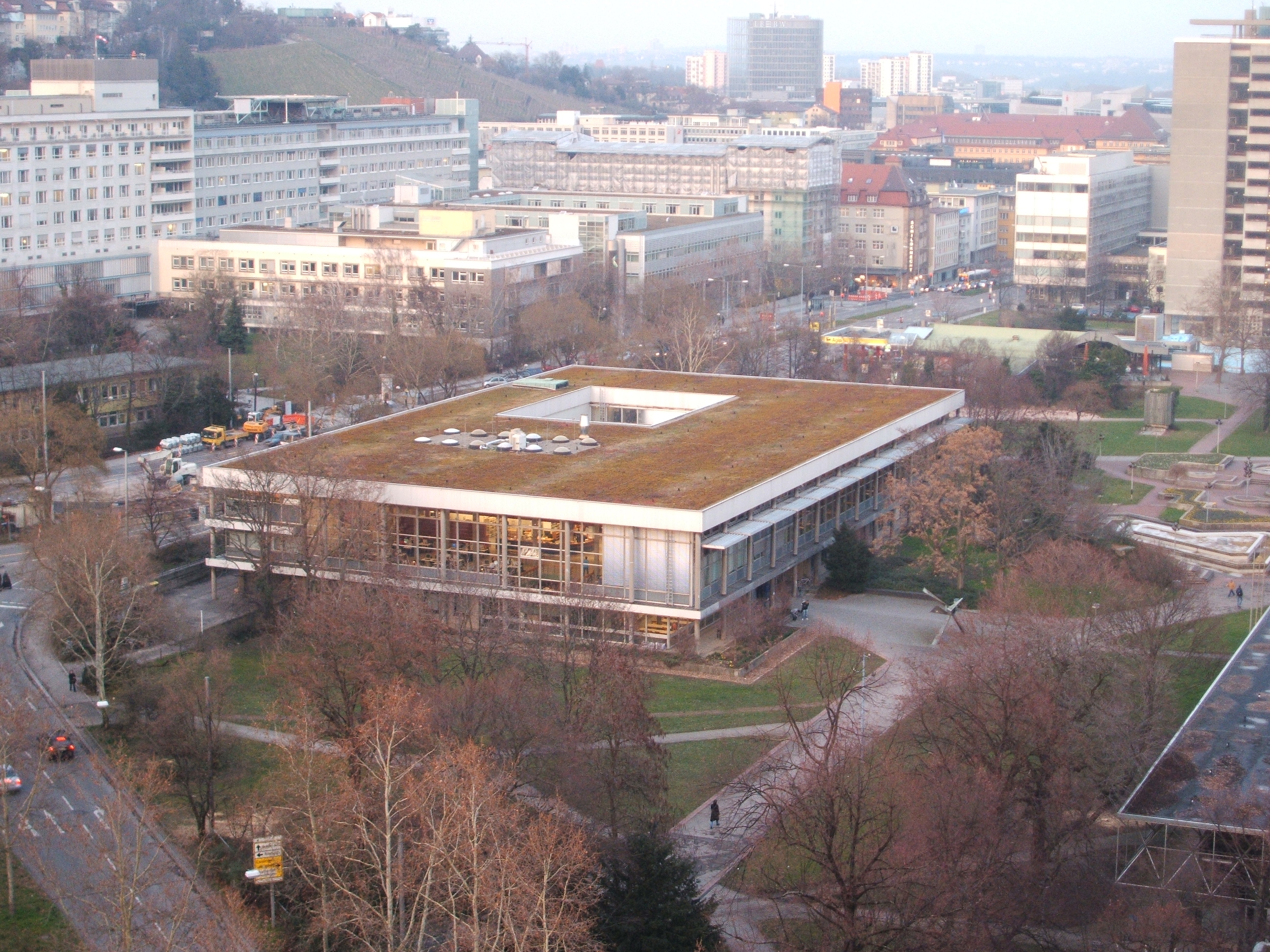
UB Campus Stadtmitte

Die Universitätsbibliothek Stuttgart (UB) hat seit ihrer Gründung im Jahre 1829 ihren Hauptsitz in der Stadtmitte von Stuttgart. Im Zuge des Ausbaus des Universitätsbereiches in Stuttgart-Vaihingen bekam die UB 1973 eine Zweigstelle in Stuttgart-Vaihingen, wo heute der größte Teil der natur- und ingenieurwissenschaftlichen Bestände lagert. Architektur und Geisteswissenschaften sowie die Wirtschafts- und Sozialwissenschaften blieben am Hauptsitz. Die UB fungiert als klassische Universitätsbibliothek für die Ingenieur- und Naturwissenschaften. Für Studierende der Geistes- und Sozialwissenschaften übernimmt diese Funktion ergänzend die Württembergische Landesbibliothek. Seit 2018 steht das vom Architekten Hans Volkart geplante Bibliotheksgebäude am Campus Stadtmitte als Kulturdenkmal unter Denkmalschutz.

### Materialprüfungsanstalt

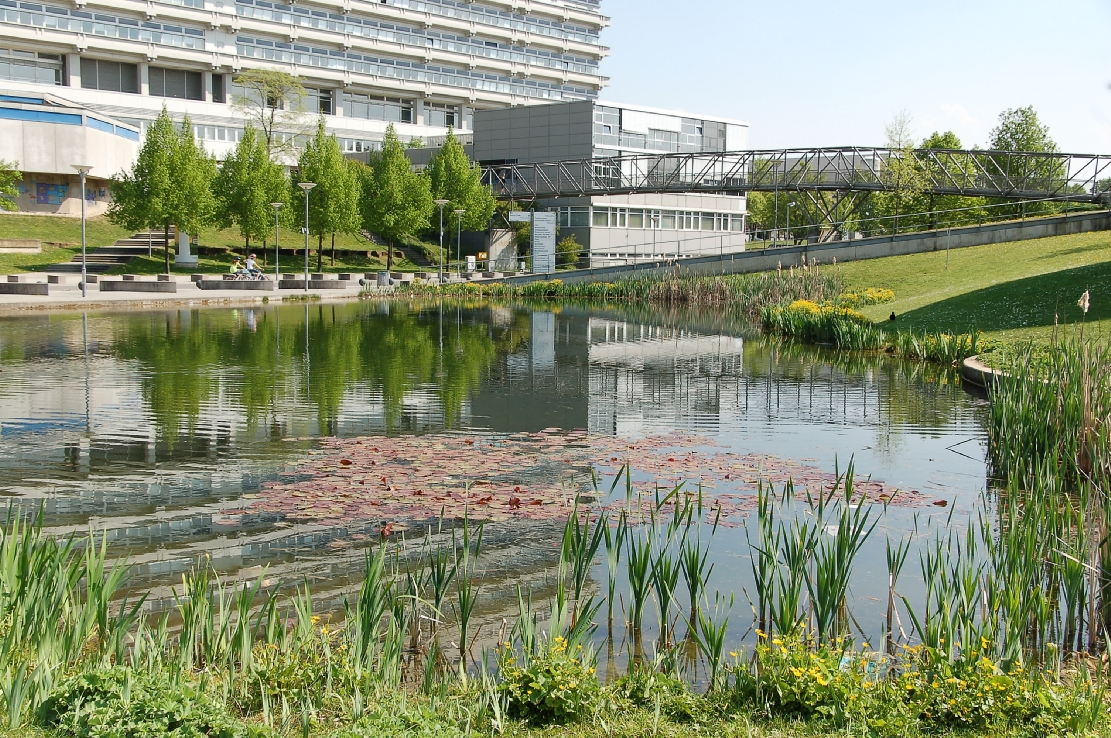
Künstlicher See auf dem Campus Vaihingen. Im Hintergrund das Gebäude des Naturwissenschaftlichen Zentrums II (NWZ II)

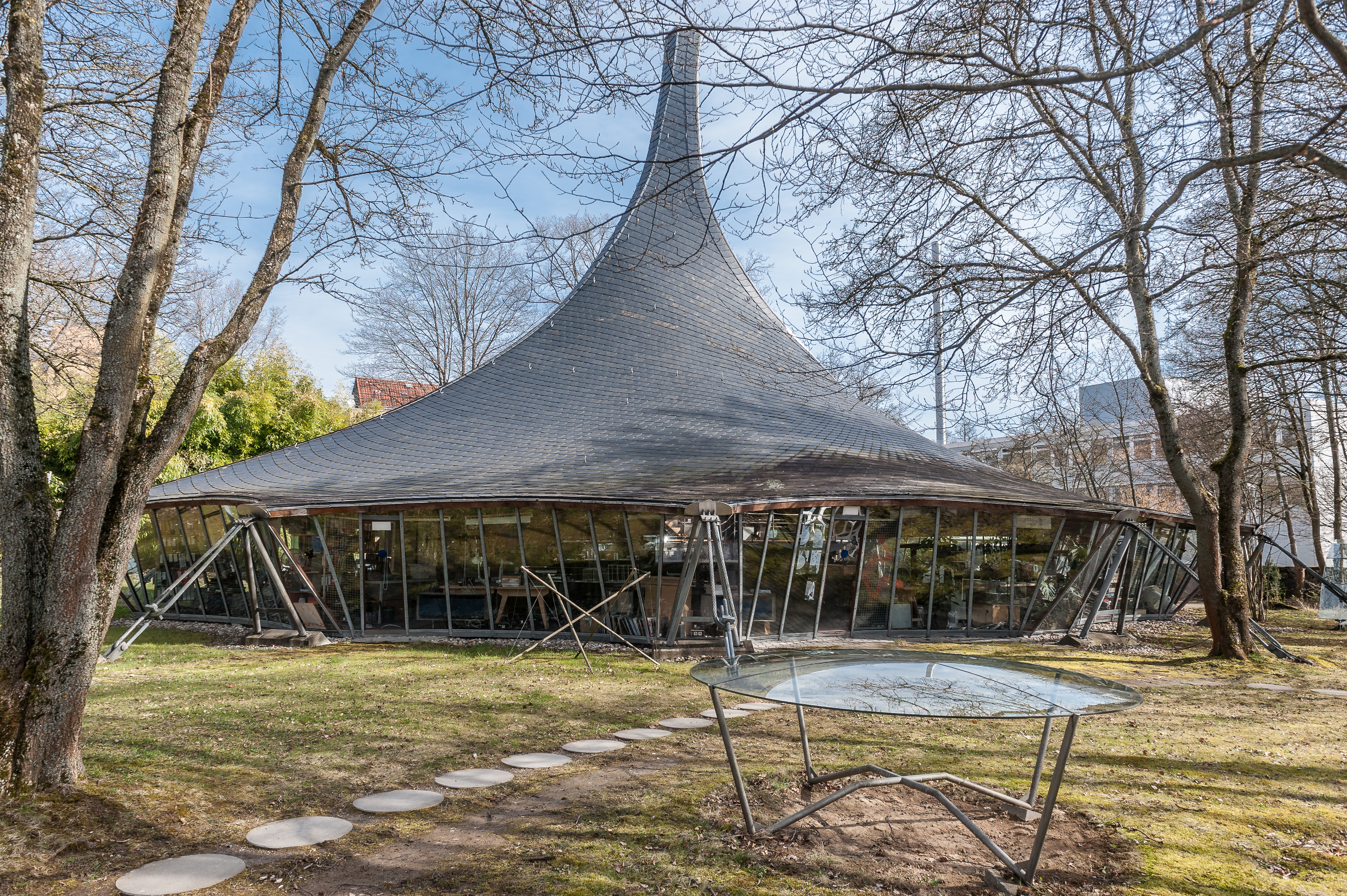
Von Frei Otto gestaltetes Institut für Leichte Flächentragwerke (IL) auf dem Campus Vaihingen (Aufbau 1965, Ausbau 1968)

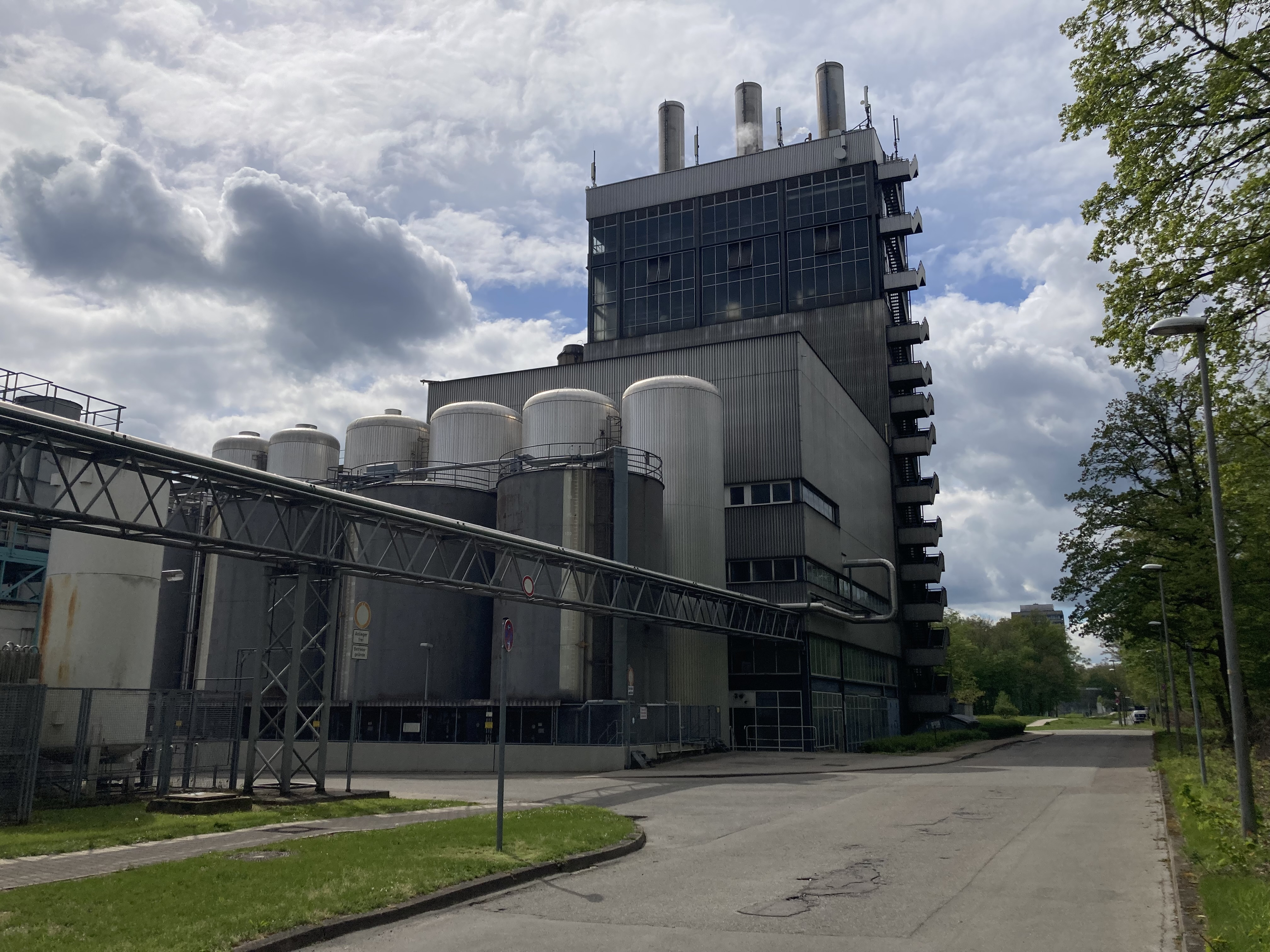
HKW Pfaffenwald mit Heizöltanks (vorne) und Wärmespeichertanks (hinten)

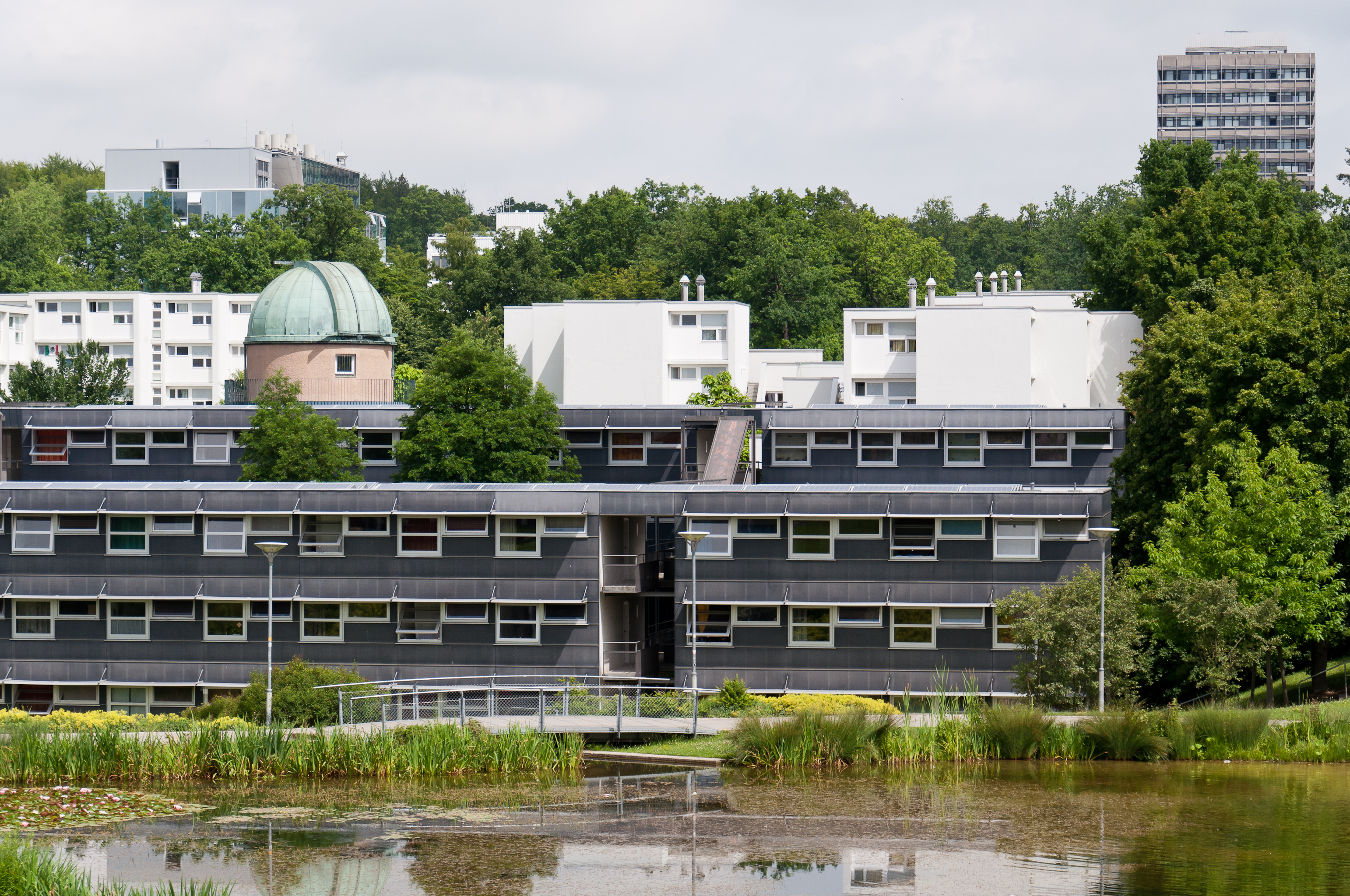
Studentenwohnheim Pfaffenhof II mit Sternwarte, im Hintergrund rechts das Gebäude der Materialprüfungsanstalt

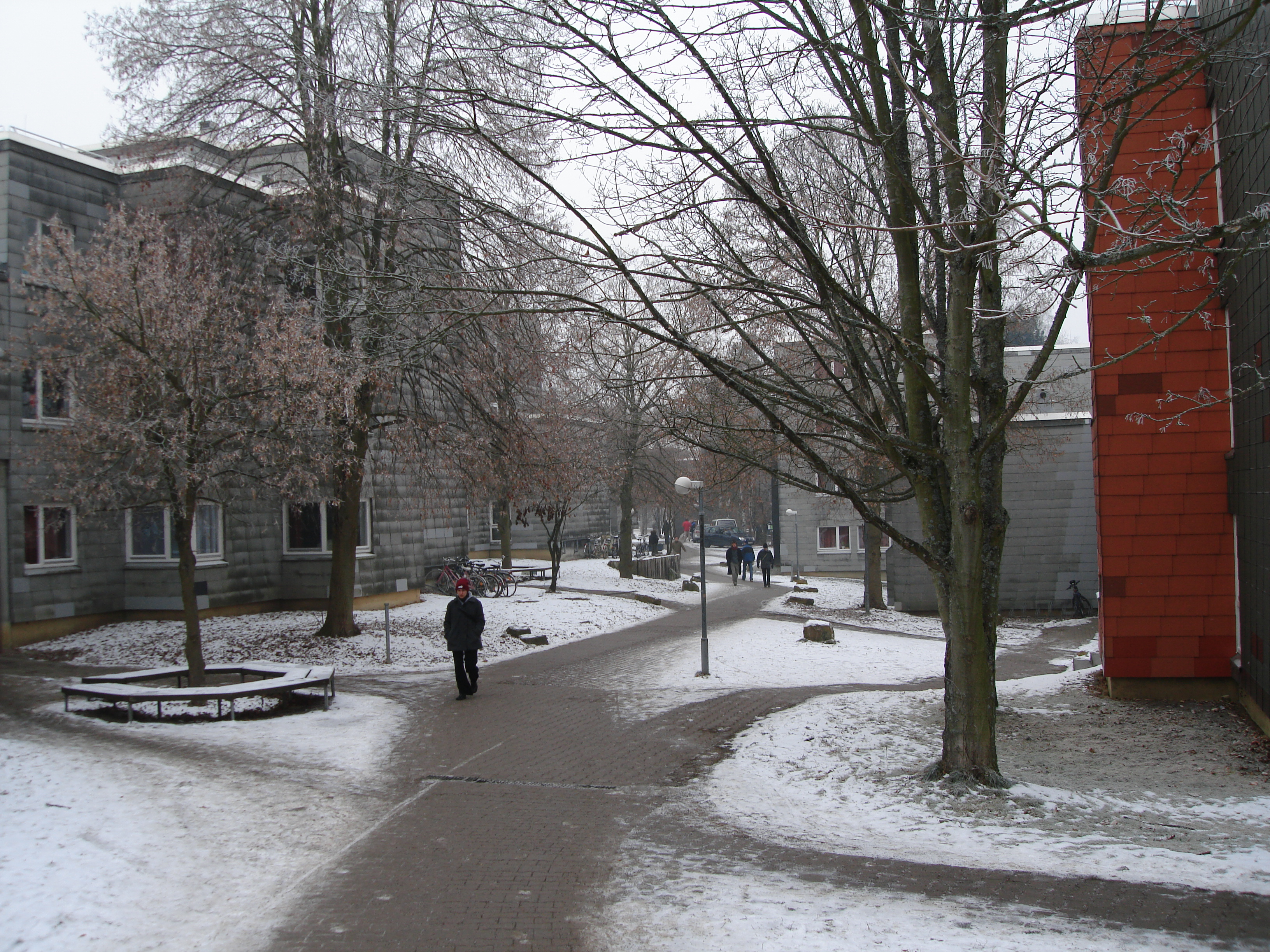
Studentenwohnheime in Vaihingen

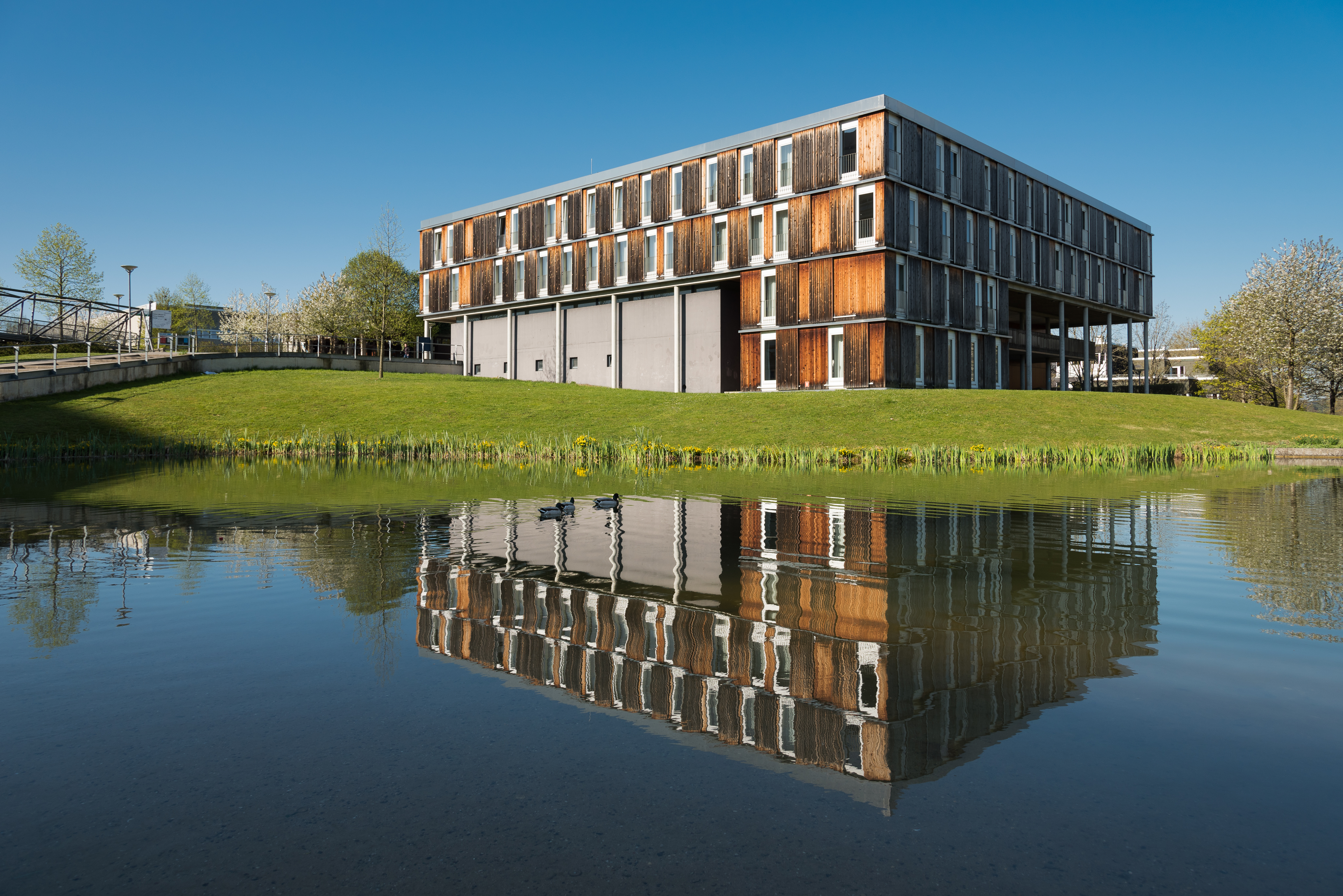
Gastdozentenhaus auf dem Campus Vaihingen

Die Materialprüfungsanstalt Universität Stuttgart war der TH Stuttgart ab 1884 zugeordnet und für die beiden Bereiche Bauwesen und Maschinenbau zuständig. 1930 fand eine Trennung der beiden Bereiche in zwei Abteilungen sowie die Umbenennung der Abteilung Maschinenbau in Staatliche Materialprüfungsanstalt statt. Im Juli 2003 erfolgte schließlich die Wiedervereinigung von Staatlicher Materialprüfungsanstalt und Forschungs- und Materialprüfungsanstalt für das Bauwesen zur Materialprüfungsanstalt Universität Stuttgart (MPA Stuttgart, Otto-Graf-Institut (FMPA)).
Im universitären Bereich besteht eine Kooperationsvereinbarung der MPA Stuttgart mit dem Institut für Materialprüfung, Werkstoffkunde und Festigkeitslehre (IMWF) und dem Institut für Werkstoffe im Bauwesen (IWB) der Universität Stuttgart.

### Alumni-Netzwerk
Seit 2002 hat die Universität ein zentrales Alumni-Netzwerk aufgebaut, das sich an Absolventen, Studierende und Universitätsangehörige sowie Partner und Förderer der Universität Stuttgart richtet. „alumnius“ ist das zentrale Äquivalent zu den zahlreichen Alumni-Clubs und Fördervereinen der Universität Stuttgart und vernetzt nationale und internationale Mitglieder aus allen Disziplinen und Fachbereichen.

### Stabsstelle Informationssicherheit (RUS-CERT)
Als bundesweit erste Hochschule hat die Universität 1998 ein Computer Emergency Response Team eingerichtet, das für die IT-Sicherheit der gesamten IT-Infrastruktur der Hochschule, die Bearbeitung aller IT-Sicherheitsvorfälle und ihre Dokumentation sowie die Ergreifung von Notfallmaßnahmen zuständig ist.
Das CERT entstand aus einer am damaligen Rechenzentrum der Universität Stuttgart (RUS, heute TIK für Technische Informations- und Kommunikationsdienste) gegründeten Arbeitsgruppe. Aus dieser Zeit stammt der noch heute verwendete Name RUS-CERT. Im Jahr 2001 wurde das CERT als Stabsstelle des Kanzlers der Universität Stuttgart etabliert und ist seither unabhängig vom Rechenzentrum bzw. den TIK. Beide Einrichtungen arbeiten eng zusammen.
Bis 2018 lautete der offizielle Name „Stabsstelle DV-Sicherheit (RUS-CERT)“. Nachdem ihr Auftrag von der IT-Sicherheit auf die Informationssicherheit erweitert worden war, wurde die Einrichtung in „Stabsstelle Informationssicherheit (RUS-CERT)“ umbenannt. Sie wird vom Informationssicherheitsbeauftragten (CISO) der Universität Stuttgart geleitet.

### Heizkraftwerk Pfaffenwald
Um den Campus Vaihingen der Universität Stuttgart inklusive 3000 Studentenwohnungen, die anliegenden Institute, Forschungseinrichtungen und die Hochschule der Medien mit Wärme, Strom aber auch Kälte zu versorgen, wurde 1959 das Heizkraftwerk Pfaffenwald (damals: 9 MW Wärmeleistung) in Betrieb genommen. Heute weist der gesamte Campus einen jährlichen Energiebedarf auf, der einer Stadt mit etwa 40.000 Einwohnern entspricht. Das Kraftwerk wurde mit einem Kraft-Wärme-Kopplungs-System (KWK) gebaut, einem Verfahren bei dem die Abwärme der Anlage ebenfalls für Fernwärme genutzt wird. Das Kraftwerk kann dadurch einen Brennstoffausnutzungsgrad (Nutzungsgrad) von ca. 85 % aufweisen, mehr als bei damals herkömmlichen Kraftwerken. Die erzeugte Energie wird über Rohre, die in einem mittlerweile über 10 km langen Tunnel-System das den gesamten Campus Vaihingen bis zu den Max-Planck-Instituten in Stuttgart-Büsnau unterstreckt, verteilt.
Sofern es mit der Versorgungsaufgabe vereinbar ist, kann das Kraftwerk auch zu Lehr- und Forschungszwecken verwendet werden. Die Energieerzeugung erfolgt durch eine GuD-Anlage, bestehend aus zwei Gasturbinen mit Abhitzekesseln und einer Dampfturbine, sowie durch zwei KWK-Blöcke mit jeweils einem Kessel und einer Dampfturbine. Als Brennstoff kann Erdgas aber auch Heizöl verwendet werden. Das Erdgas wird über eine Leitung mit 100 MW Anschlussleistung vom Gasnetz bezogen. Das Heizöl (HEL) wird in 5 Tanks mit insgesamt 1750 m³ Speicherkapazität aufbewahrt, welche im Notfall 10 Tage lang bei kalter Witterung die Versorgung gewährleisten können. Im Winter produziert das Kraftwerk in der Regel mehr Wärme, Strom muss währenddessen vom 110-kV-Netz der EnBW über eine bestehende Anbindung dazugekauft werden.
Um die Fernkälte zu produzieren, betreibt das Heizkraftwerk zwei Kältezentralen, die Kältezentrale Nord, gelegen am Heizkraftwerk, die in der Regel das nördliche Gebiet des Campus versorgt, sowie die Kältezentrale Süd, welche am Institut für Mikroelektronik liegt und das südliche Gebiet, unter anderem das Höchstleistungsrechenzentrum, mit Kühlwasser versorgt. Im Winter genügt die Kältezentrale Nord für die Versorgung. Die Kälteerzeugung erfolgt über mehrere Turboverdichter und etwa 8,9 t Kältemittel. Das an die beiden Zentralen angeschlossene Fernkältenetz unter dem Campus Vahingen ist das größte Fernkältenetz Deutschlands. Für zwei Großversuchsanlagen produziert und verteilt das Heizkraftwerk außerdem Hochdruckdampf.
|                         | Leistungsbedarf                                    | installierte Leistung | Speicherkapazität                 |
| ----------------------- | -------------------------------------------------- | --------------------- | --------------------------------- |
| Elektrische Leistung    | 20 MW (Regelbetrieb) / 40 MW (Großversuchsbetrieb) | 38,8 MW               | (1.750 m³ HEL in 5 Heizöltanks)   |
| Fernheizleistung        | 52 MW                                              | 92,7 MW               | 95 MWh, 1.640 m³ in 8 Wassertanks |
| Kälteerzeugungsleistung | 18 MW                                              | 23,4 MW               |                                   |

|           | 2019  | 2020  | 2021  | 2022  | 2023  |
| --------- | ----- | ----- | ----- | ----- | ----- |
| Strom     | 118,4 | 109,2 | 119,0 | 115,9 | 112,7 |
| davon HKW | 57,4  | 48,2  | 46,7  | 41,0  | 44,9  |
| Wärme     | 121,5 | 116,7 | 136,3 | 114,3 | 106,6 |
| Kälte     | 45,8  | 41,8  | 40,0  | 42,0  | 42,1  |
| Dampf     | 3,0   | 2,6   | 2,3   | 0,009 | 0,7   |

## Gleichstellung von Frauen
Eine Untersuchung des Bildungsanbieters WBS im Jahr 2019 ergab, dass die Universität Stuttgart mit einem Anteil von nur 15,6 % den drittkleinsten Frauenanteil unter den Professuren aller untersuchten 44 Hochschulen aufwies, obwohl sich die Universität zur Gleichstellung von Frauen und Männern in allen Bereichen der Wissenschaft verpflichtet hat. Um diese Belange der Chancengleichheit und Diversität kümmern sich an der Hochschule Gleichstellungsbeauftragte und Gleichstellungsreferat.
Zum Wintersemester 1905/06 wurden Frauen erstmals zum ordentlichen Studium an der damaligen Technischen Hochschule Stuttgart zugelassen. Da die ersten Studentinnen vor allem Pharmazie und Lehramtsfächer belegten, die mit Staatsprüfungen abschlossen, erwarb erst am 28. Januar 1914 eine Frau einen Abschluss der Hochschule, Nora Kräutle, Diplom-Ingenieur für Chemie. Sie promovierte auch im Juli 1915 als erste Frau an der TH. Als erste Dozentin habilitierte sich 1946 Anneliese Niethammer und wirkte dann auch als erste außerplanmäßige Professorin bis 1970. Die nächste Habilitation erfolgte 1956 (Käte Hamburger). Erst 1978 wurde mit Elisabeth Walther-Bense die erste ordentliche Professorin der Universität berufen. 2014 konnte die Universität bei den Studierenden einen Frauenanteil von 32 % und bei den Professoren von fast 12 % vorweisen.
Am 11. Juli 1990 beschloss der Senat der Universität die Einrichtung einer Senatskommission für Frauenförderung, die sich im November 1990 konstituierte. Nachdem das Universitätsgesetz vom 12. Mai 1992 die Universitäten zur Wahl einer Frauenbeauftragten verpflichtete und ihre Aufgaben und Mitwirkungsrechte regelte, wählte der Senat Ende 1992 Monika Auweter-Kurtz zur ersten Frauenbeauftragten der Universität Stuttgart.

## Studierendenvertretung „stuvus“
Die Studierendenvertretung Universität Stuttgart, kurz „stuvus“, setzt sich in erster Linie für die Interessen der Studierenden an der Universität Stuttgart in den Bereichen Studium und Lehre ein. Um das soziale Leben der Studierenden an der Universität zu bereichern organisieren die Studierenden der stuvus des Weiteren viele Projekte und Veranstaltungen. Die verschiedenen Tätigkeitsbereiche der stuvus verteilen sich dabei auf Arbeitskreise und Referate.

## Neuere Entwicklungen

### Zukunftsoffensive
Studierendenproteste im Sommer 2003 gegen die von der Universitätsleitung geplante „Zukunftsoffensive der Universität Stuttgart“ (u. a. Abschaffung der geisteswissenschaftlichen Lehramtsstudiengänge und einiger Professuren) führten zu deren Abänderung, im Februar 2005 wurde schließlich beschlossen, die Lehramtsstudiengänge zunächst nicht anzutasten. Dennoch wurden die Institute für Geographie (2010), Geologie (2012), sowie Mineralogie und Geophysik (2019) geschlossen und die geowissenschaftlichen Studiengänge Mineralogie, Geologie und Geographie aufgehoben.
Auch die nach einem Bericht der Stuttgarter Zeitung am 3. Juni 2009 vom Rektorat geplante Umwidmung von 25 Professuren („Masterplan“), davon 10 in den Geistes- und 6 in den Wirtschaftswissenschaften, wurde, auch aufgrund massiver Widerstände, nicht umgesetzt. Neu aufgestellt wurden allerdings die Erziehungswissenschaften (Berufspädagogik) und die Lehramtsausbildung (Gewerbelehrer). Weiterentwickelt wurden die Geisteswissenschaften, so mit dem Masterstudiengang Wissenskulturen (ab WS 2010/2011) und der Stiftungsprofessur „Wirkungsgeschichte der Technik“. Mit dieser Professur will die Berthold-Leibinger-Stiftung die Erforschung der Wechselwirkungen zwischen Naturwissenschaft, Technik, Gesellschaft und Kultur in historischer Perspektive fördern, die an der Universität Stuttgart ferner durch den Lehrstuhl für Geschichte der Naturwissenschaften und Technik sowie das Internationale Zentrum für Kultur- und Technikforschung vorangetrieben werden.

### Externe Evaluation
Um die Neuausrichtung von Forschung und Lehre weiter voranzutreiben, beauftragte die Universität Stuttgart im Mai 2011 eine siebenköpfige externe Strukturkommission, die Entwicklungspotentiale der Universität auszuloten und daraus Strukturempfehlungen abzuleiten. Die Kommission war mit Experten aus Universitäten im In- und Ausland, außeruniversitären Forschungseinrichtungen sowie der Wirtschaft besetzt, die zu gleichen Teilen die Natur- und Ingenieurwissenschaften wie auch die Geistes- und Sozialwissenschaften widerspiegelten. Den Vorsitz hatte der Literaturwissenschaftler und frühere Rektor der Universität Konstanz, Gerhart von Graevenitz. Die Ergebnisse wurden am 6. Oktober 2011 vorgestellt.

### Exzellenzinitiative und -strategie
Im Rahmen der Exzellenzinitiative von Bund und Ländern wurden an der Universität ab November 2007 das Exzellenzcluster „Simulation Technology“ (SimTech) und die Graduiertenschule „Advanced Manufacturing Engineering“ (GSaME) gefördert, bei beiden war auch der Fortsetzungsantrag ab November 2012 erfolgreich.
Seit Januar 2019 werden an der Universität Stuttgart im Rahmen der Exzellenzstrategie die Exzellenzcluster „Daten-integrierte Simulationswissenschaft“ und „Integratives computerbasiertes Planen und Bauen für die Architektur“ gefördert.

## Persönlichkeiten und Alumni
Eine Reihe bekannter oder berühmter Persönlichkeiten hat an der Universität Stuttgart studiert oder gelehrt oder wurde von der Universität selbst geehrt. Die Liste bekannter Persönlichkeiten der Universität Stuttgart führt viele davon auf.

### Nobelpreisträger
- 1933: Erwin Schrödinger – Physik
- 1967: Hans Bethe – Physik
- 1985: Klaus von Klitzing – Physik
- 1998: Horst Ludwig Störmer – Physik
- 2007: Gerhard Ertl – Chemie

### Leibnizpreisträger
- 1993: Jürgen Warnatz – Technische Verbrennung
- 1996: Eduard Arzt – Metallkunde
- 2000: Hans-Joachim Werner – Theoretische Chemie
- 2004: Frank Allgöwer – Regelungstechnik
- 2012: Jörg Wrachtrup – Experimentelle Physik
- 2014: Artemis Alexiadou – Linguistik
- 2023: Achim Menges – Architektur

### Alexander-von-Humboldt-Professur
- 2013: Hidenori Takagi – Physik
- 2023: Dieter Schmalstieg – Informatik

## Logo

1985 bis 2016
Seit 2016